# 大理国

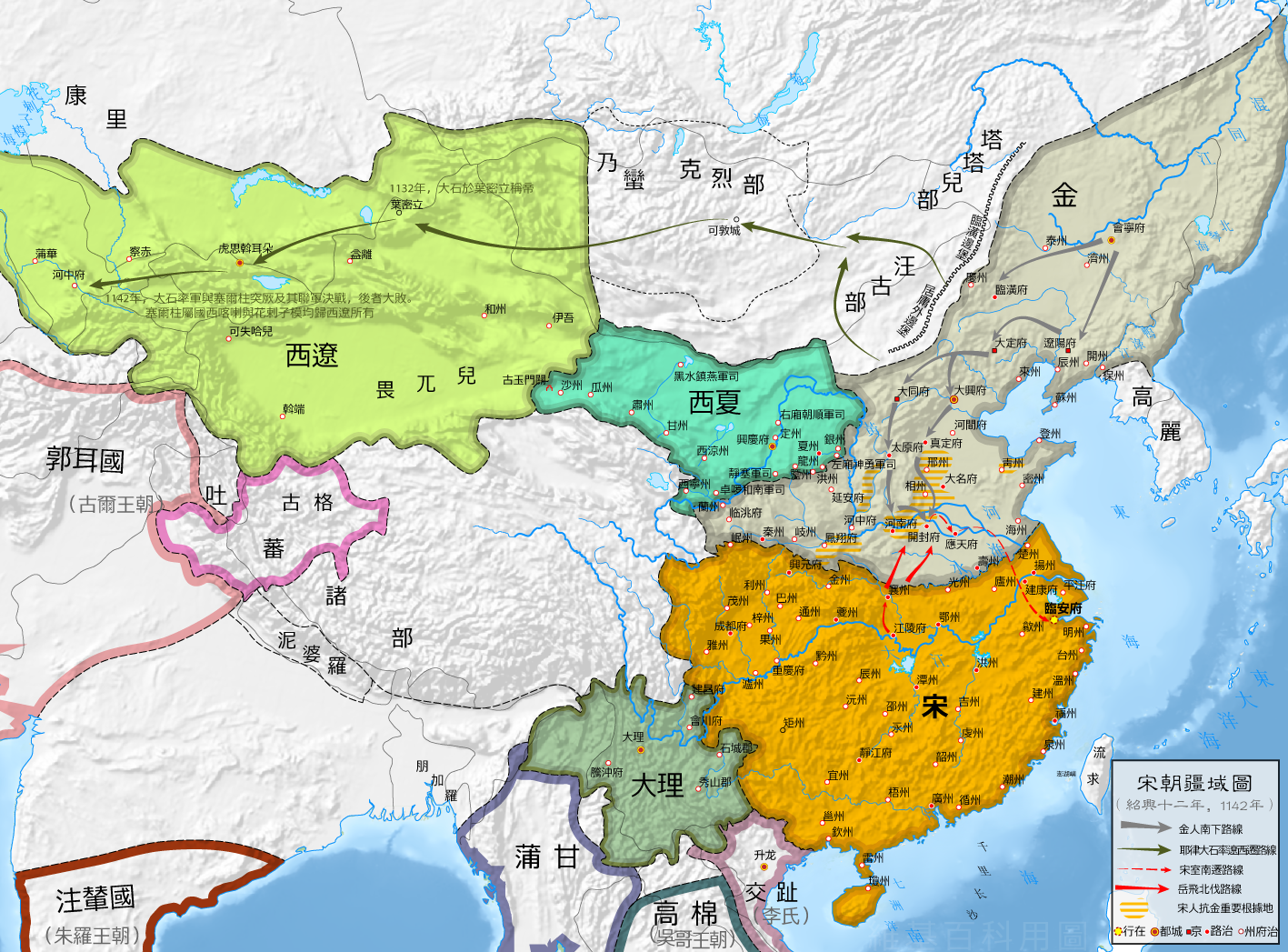
大理国の位置

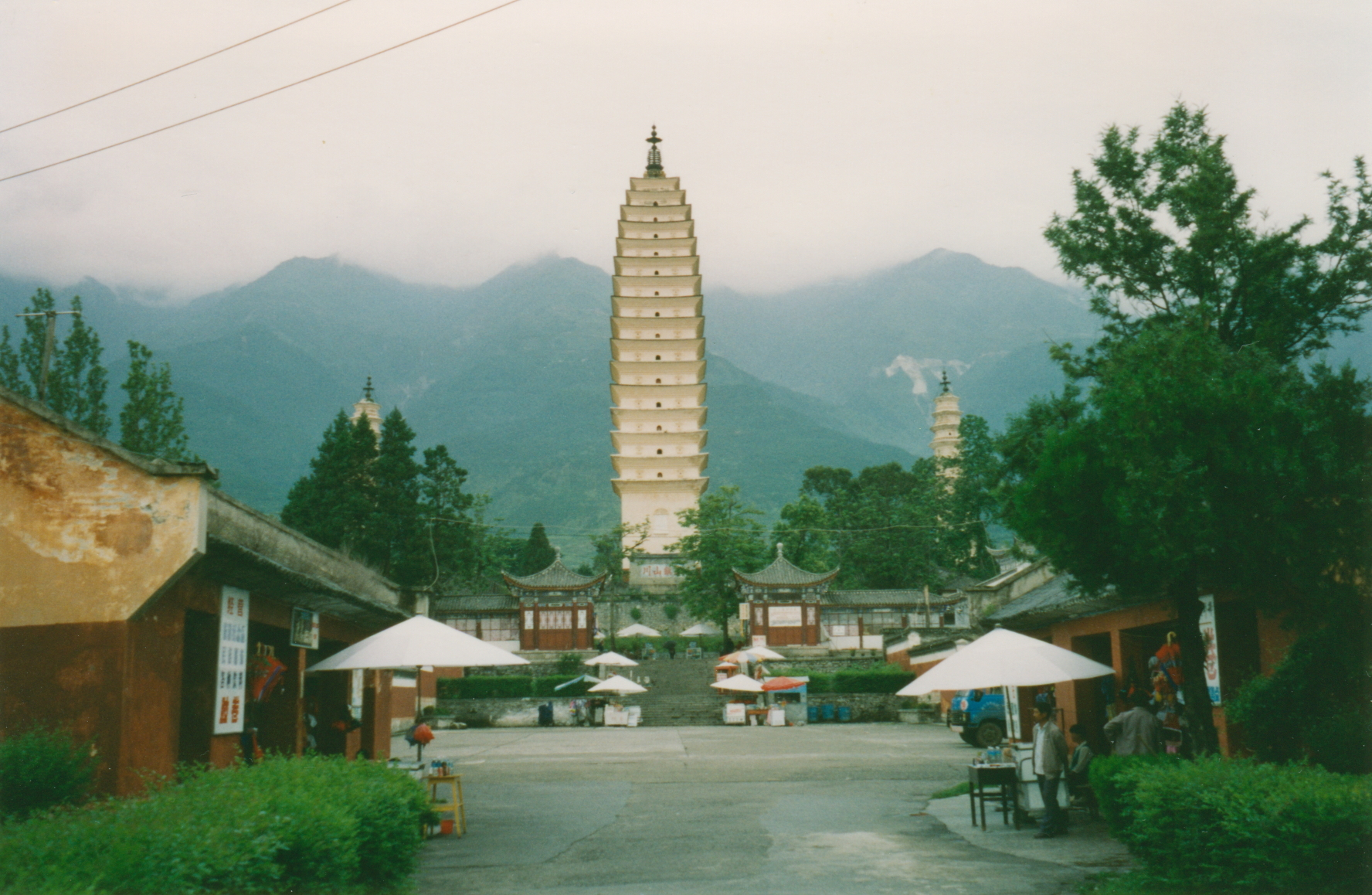
崇聖寺三塔（雲南省大理市）

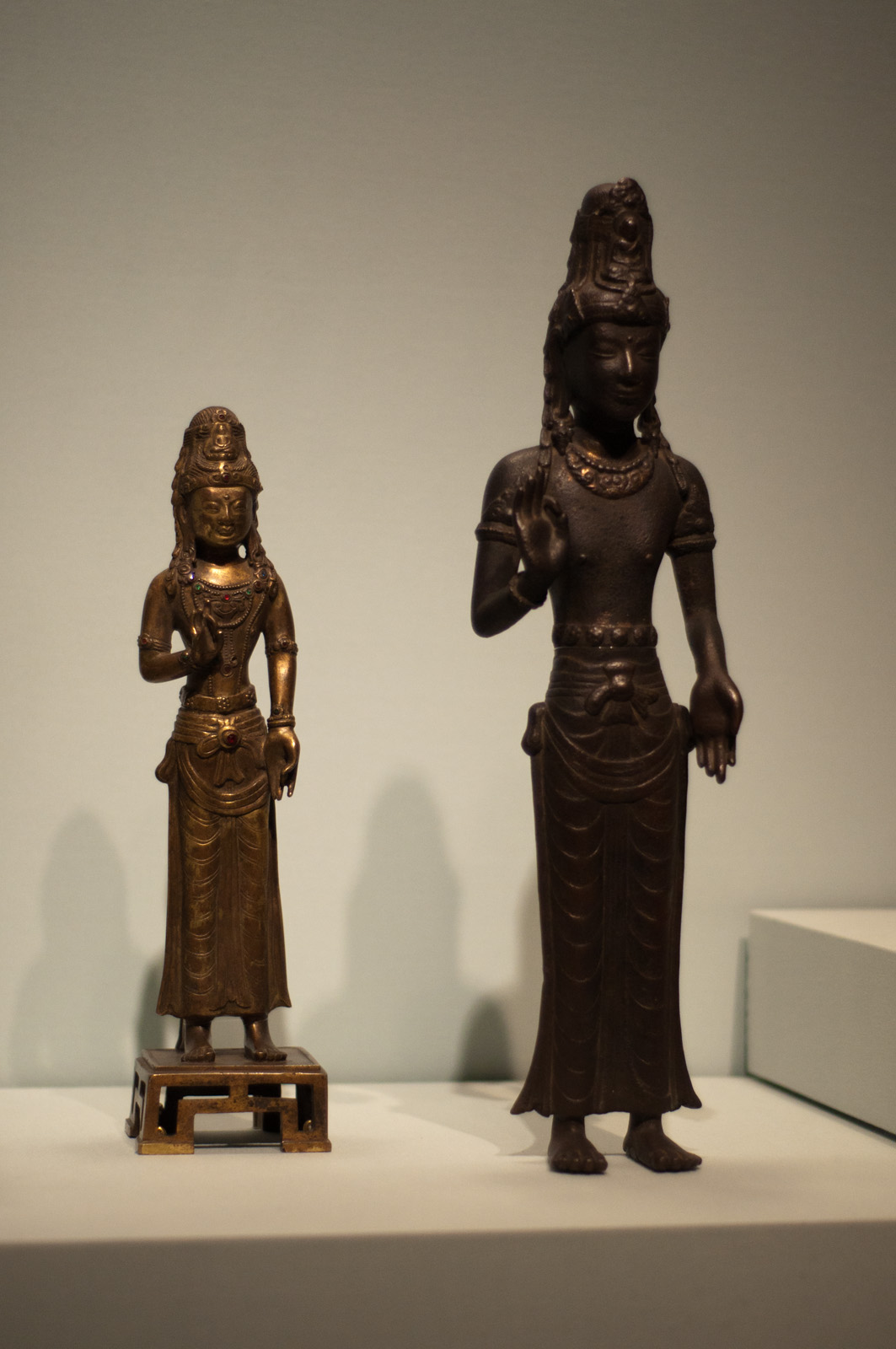
大理国で作られた観音像

大理国（だいりこく）は、937年に白蛮（チベット系のペー族）出身の段思平が南詔（およびその後継国家の大長和・大天興・大義寧）にかわって樹立した国家。現在の雲南地方を主たる領域として統治していた。集権的ではなく、君主権はそれ程強くなかったと考えられている。
1094年、高昇泰は段氏の皇帝を廃し、国号を大中、元号を上治と改め、自ら皇帝として即位した。しかし、1096年、臨終を迎えた高昇泰は、息子の高泰明に、政権を段氏に返すよう遺言した。この中断より後の大理国は「後大理国」とも呼ばれる。
君主は終始国内的には皇帝号を称していたが、後大理国時代の1117年に北宋より「雲南節度使大理国王」に冊封もされ、対外称号と国内称号を使い分けている。1253年にモンゴル帝国の雲南・大理遠征を受けると、翌年大理はモンゴル帝国に降伏。クビライがモンゴル帝国の第5代皇帝となると、その地はクビライの庶子のフゲチに与えられ、雲南王国（後に梁王国と改称）となった。大理の旧主の段氏一族はフゲチとその子孫に仕え、子女を梁王家に嫁がせて、この地における支配階級の一員「大理総管」としての地位を保ち続けた。1390年に明がこの梁王国を滅ぼした際、段氏一族は梁王家を裏切って明に取り入り大理国の復活を目論んだが、その領内にあった当時東アジアでも有数の銀山に目をつけていた洪武帝は段氏による王国復活を認めず、この地は漢唐以来隔絶していた中原政権に併合され、雲南全境の独立国家の歴史はここに終った。
首都は大理。大理石の名前の由来としても知られる。

## 歴代の君主

### 前大理（938年 - 1094年）
1. 太祖聖神文武帝 段思平
2. 文経帝 段思英
3. 聖慈文武帝 段思良
4. 広慈帝 段思聡
5. 応道帝 段素順
6. 昭明帝 段素英
7. 宣粛帝 段素廉
8. 秉義帝 段素隆
9. 聖徳帝 段素真
10. 天明帝 段素興
11. 孝徳帝 段思廉
12. 上徳帝 段廉義
13. 上明帝 段寿輝
14. 保定帝 段正明

### 大中（1094年 - 1096年）
1. 富有聖徳表正帝 高昇泰

### 後大理（1096年 - 1253年）
1. 中宗文安帝 段正淳
2. 憲宗宣仁帝 段正厳
3. 景宗正康帝 段正興
4. 宣宗功極帝 段智興
5. 英宗亨天帝 段智廉
6. 神宗永恵帝 段智祥
7. 孝義帝 段祥興
8. 天定賢王 段興智